# Tô Hải
Tô Hải (24 tháng 9 năm 1927 – 11 tháng 8 năm 2018), tên đầy đủ là Tô Đình Hải , là một nhạc sĩ Việt Nam, có nhiều sáng tác thuộc thể loại nhạc truyền thống và nhạc đỏ.
Từ lúc trưởng thành đến khi về hưu, Tô Hải phụ trách các hoạt động văn nghệ và mỹ thuật, là đảng viên Đảng Cộng sản Việt Nam, tham gia công tác tại Khu 4 và Nhà xuất bản Mỹ thuật.
Kể từ sau năm 1990, ông viết hồi ký và blog chỉ trích chính cuộc sống của mình trước đó, gọi thứ nhạc chính ông sáng tác là "nhạc nô".

## Tiểu sử
Tô Hải sinh ngày 24 tháng 9 năm 1927 tại Hà Nội, nguyên quán Tiền Hải, Thái Bình.
Sau Cách mạng tháng Tám 1945, ông tham gia Vệ quốc đoàn.
Năm 1949 ông được kết nạp vào Đảng Cộng sản Việt Nam. Năm 1951, ông về Đoàn văn công khu IV, năm 1954, được phân công làm trưởng đoàn.
Năm 1961, ông về công tác tại Nhà xuất bản Âm nhạc và Mỹ thuật.
Sau khi từ bỏ Đảng Cộng sản Việt Nam, ngày 25 tháng 5 năm 2014, ông Hải gia nhập Công giáo và lấy tên thánh là Phanxicô
Ngày 16 tháng 1 năm 2017, trả lời phỏng vấn BBC, Lâm Thị Ái, vợ ông Tô Hải cáo buộc một bệnh viện ở TP Hồ Chí Minh ép ông xuất viện sớm do áp lực của công an.
Tô Hải qua đời lúc 19h40 ngày 11 tháng 8 năm 2018, hưởng thọ 91 tuổi.

## Sự nghiệp
Tô Hải là nhạc sĩ đa phong cách, sáng tác nhiều thể loại như ca khúc, hành khúc, hợp xướng, nhạc kịch, nhạc phim, khí nhạc. Ngoài ra ông còn viết nhiều tiểu luận, và viết báo về âm nhạc.

## Giải thưởng
- Giải thưởng Khí nhạc Ngẫu hứng cho cello và giao hưởng, Hội Nhạc sĩ Việt Nam, 1996.
- Giải thưởng Nhà nước về Văn học Nghệ thuật, đợt 1, 2001.[7]
- Huân chương Chiến công hạng Nhì, Ba
- Huân chương Chiến thắng hạng Ba
- Huân chương Chiến sĩ vẻ vang hạng Ba
- Huân chương Kháng chiến chống Mỹ cứu nước hạng Nhất.[7]

### Ca khúc
- Nụ cười sơn cước
- Đứt dây đàn
- Tình giây lát
- Tiếng kèn báo động
- Chúng ta không muốn đói
- Toàn dân kháng chiến trường kỳ
- Tiếng kèn cứu nước
- Từ mặt đất thân yêu
- Trường Lục quân đang cần lính đánh Tây
- Thầy tu giết giặc
- Chiến sĩ khu Ba
- Trở lại đô thành
- Khát vọng mùa xuân (đặt lời Việt từ Sehnsucht nach dem Frühling của nhạc sĩ Mozart)

### Hợp xướng
- Hải Phòng rực sáng biển Đông
- Sẵn sàng bắn
- Lời Tổ quốc
- Hẹn mùa mười tấn năm sau
- Buồn vui và khát vọng
- Tiếng hát người chiến sĩ biên thùy

### Tổ khúc
- Thỏ và Rùa

### Hồi ký
Sau tự ra khỏi Đảng Cộng sản Việt Nam, ông Hải đã cho xuất bản tại Hoa Kỳ một cuốn sách có tên là Hồi ký của một thằng hèn, trong đó, ông bộc lộ thái độ được cho là phản tỉnh, chỉ trích chính 'lựa chọn sai đường' của bản thân, nhận mình là một 'thằng hèn', 'một kẻ cơ hội', ca ngợi 'đảng và chế độ' để sống sót. Tập hồi ký này được Nhà xuất bản Tiếng Quê Hương ở Virginia, Hoa Kỳ in ra năm 2009 dưới bản quyền của chính tác giả.